# Глинська сільська рада (Козівський район)
Гли́нська сільська́ ра́да — адміністративно-територіальна одиниця та орган місцевого самоврядування в Козівському районі Тернопільської області. Адміністративний центр — село Глинна.

## Загальні відомості
- Територія ради: 0,67 км²
- Населення ради: 929 осіб (станом на 2001 рік)
- Територією ради протікає річка Стрипа

## Населені пункти
Сільській раді були підпорядковані населені пункти:
- с. Глинна
- с. Золочівка

## Склад ради
Рада складалася з 16 депутатів та голови.
- Голова ради: Яворська Марія Миколаївна
- Секретар ради: Репета Марія Василівна

### Керівний склад попередніх скликань
| Прізвище, ім'я, по батькові | Основні відомості                                                                                    | Дата обрання | Дата звільнення |
| --------------------------- | --- | ------------ | --------------- |
| Яворська Марія Миколаївна   | Сільський голова, 1964 року народження, освіта середня спеціальна, член Демократичної партії України | 26.03.2006   | 31.10.2010      |
| Яворська Марія Миколаївна   | Сільський голова, 1964 року народження, освіта середня спеціальна, позапартійна                      | 31.10.2010   |                 |

Примітка: таблиця складена за даними сайту Верховної Ради України

### Депутати
За результатами місцевих виборів 2010 року депутатами ради стали:

#### За суб'єктами висування
| Суб'єкт висування | Кількість обраних депутатів | %   |
| ----------------- | --------------------------- | --- |
| Самовисування     | 16                          | 100 |

#### За округами
| № округу | Прізвище, ім'я, по батькові    | Дата визнання обраним | Освіта             | Партійна приналежність | Відомості про обраного депутата                            |
| -------- | ------------------------------ | --------------------- | ------------------ | ---------------------- | ---------------------------------------------------------- |
| 1        | Макогін Володимир Васильович   | 24.05.2011            | середня спеціальна | позапартійний          | тимчасово не працює                                        |
| 2        | Дудар Ігор Михайлович          | 27.05.2012            | незакінчена вища   | позапартійний          | студент                                                    |
| 3        | Баб'як Марія Богданівна        | 03.11.2010            | середня спеціальна | позапартійна           | тимчасово не працює                                        |
| 4        | Олійник Віталій Орестович      | 22.09.2013            | середня спеціальна | позапартійний          | тимчасово не працює                                        |
| 5        | Барабан Михайло Володимирович  | 03.11.2010            | середня спеціальна | позапартійний          | тимчасово не працює                                        |
| 6        | Смерека Ігор Ярославович       | 03.11.2010            | середня спеціальна | позапартійний          | тимчасово не працює                                        |
| 7        | Концевич Петро Зеновійович     | 03.11.2010            | вища               | позапартійний          | тимчасово не працює                                        |
| 8        | Мельник Андрій Михайлович      | 20.07.2014            | середня спеціальна | позапартійний          | тимчасово не працює                                        |
| 9        | Фельдман Михайло Володимирович | 03.11.2010            | середня спеціальна | позапартійний          | тимчасово не працює                                        |
| 10       | Стецина Андрій Дмитрович       | 03.11.2010            | середня спеціальна | позапартійний          | тимчасово не працює                                        |
| 11       | Тимчишин Андрій Ігорович       | 03.11.2010            | середня спеціальна | позапартійний          | тимчасово не працює                                        |
| 12       | Кривко Олег Володимирович      | 03.11.2010            | незакінчена вища   | позапартійний          | Тернопільський медичний коледж, студент                    |
| 13       | Репета Марія Василівна         | 03.11.2010            | вища               | позапартійна           | Глинська с. Рада, секретар                                 |
| 14       | Мельник Богдан Васильович      | 03.11.2010            | незакінчена вища   | позапартійний          | ТНЕУ, студент                                              |
| 15       | Храпцьо Михайло Васильович     | 03.11.2010            | середня спеціальна | позапартійний          | Золочівська загальноосвітня школа І ст., оператор котельні |
| 16       | Репета Микола Миколайович      | 03.11.2010            | незакінчена вища   | позапартійний          | Кременецький педагогічний інститут, студент                |